# Синагога у Нишу
Синагога у Нишу, „Молитвени дом“ Јевреја у Нишу, је верски објакат јеврејске верске заједнице, изграђен у центру Ниша 1925. У синагоги су верске обреде, личне молитве и дружења обављали припадници локалне верске заједнице Јевреја из Ниша и околине, до почетка Другог светског рата.
Након масовног егзодуса Јевреја у Другом светском рату, Ниш је практично остао без припадника ове верске заједнице, а синагога у Нишу без својих верника. Да би се зграда синагоге, сачувала од даљег пропадања он добија другу намену и постаје „храм културе“ града Ниша.

## Стање заштите и изглед
Због својих историјских и архитектонских вредности, зграда Синагоге је од 1986. године под заштитом Републике Србије, као културно историјски споменик од великог значаја.
У архитектури Нишке синагоге нема пуно правила, јер јудаизам за разлику од других вера није прескриптиван, тако да у овој згради не постоји историја архитректонске типологије, што је њеном архитекти омогућило да на објекту прихвати елементе савремене артгхитектуре тога времена, у форми театра. 
Према пројекту за реконструкцију Завода за заштиту споменика Ниша, згради Синагоге сачувана је препознатљива фасадуа — декорацију у модерној линеарној пластици, на западном улазу (допуњену текстом на хебрејском и спомен плочом са текстом на српском језику). Унутрашњост простора остала је аутентична. 
Зграда у приземљу има велику молитвену салу са карактеристичним хебрејским витражем у облику јеврејске звезде на источном зиду. Из улазног дела са обе стране улазног хола воде степенице ка галерији, која има проширени део изнад улаза, а потом се рачва у северну и јужну нишу изнад целе дужине молитвене сале. Лева и десна страна галерије ослања се на по шест украсних бетонских стубова, четвртатсог облика, са украсним стопама и капама, који дају ентеријеру монументални излед.

## Историја синагога у Нишу
У вишевековној историји Ниша Јевреји се први пут помињу у документима из 16. века. Према првом попису након ослобођења Ниша од Турака 1878. године град Ниш имао је 12.817 становника од чега је било 900 Јевреја.
Нишки Јевреји су се трудили да сачувају свој етнос, као и да васпитавају младе нараштаје у традиционалном духу, поштујући своје празнике, суботу, обрезивање, венчање, спроводе. Посебно су поштовани Пасха (Ускрс), Шивот (Духови), Рош-ашана (Нова година) и Јом кипур (Судњи дан), као највећи јеврејски празници. У време ових празника ђаци мојсијеве вероисповести нису ишли у школу, а Јевреји који су служили војни рок пуштани су кућама. Јевреји су славили суботу и били побожни те им је прва брига била Храм и вршење обреда. Много су времена проводили у Јешивама-јеврејским школама, читајући побожне књиге и синагогама слушајући проповеди Рабина.
Прва нишка синагога или „Молитвени дом“ јевреја постојао је још 1695, и према првим писаним подацима у нишком историјском архиву њен настанак се поклапа са оснивањем прве јеврејске заједнице или Црквено школске јеврејке општина у Нишу.
У доба Турака, између два, у то време дрвена моста, на Нишави, простирала се јеврејска махала. Турске власти које су дале дозволу за њено оснивање назвали су је Чивутана. Махала је имала Јешиву-јеврејску школу, синагогу, Рабиново кућу, обредно купатило, зграду јеврејског дома и мноштво приземних кућа.
Прва синагога у Нишу сазидана је у јеврејској махали Чивутани 1801. за време службовања Рабина Рахамим Нафтали Гедаља;
Године 1765. на положај нишког Рабина долази Рахамим Нафтали Гедаља, мудар и енергичан човек, који је много допринео развоју верског духовног и културног живота мале јеврејске заједнице у Нишу. Сматра се да је имао своју Јешиву где је васпитавао генерације побожних Јевреја. Службовао је 16 година, а сматра се да се његов гроб налази на данашњем јеврејском гробљу у Нишу.
У великом пожару који је избио 15. августа 1879. у јеврејској махали она је у целости изгорела.
Крајем 19. века у Нишу су постојале две синагоге; велика синагога Ел Кал Гранде и мала синагога Ел Кал Чико, у некадашњој Давидовој улици. Такође у то време у Нишу је било 11 свитака Сефер Торе, 9 свитака Торе у великом и 2 калема у малом храму. Почетком 20. века једна је Тора због оштећења објекта проглашена за неупотребљиву.

## Историја последње синагоге у Нишу
По завршетку Првог светског рата, јеврејска заједница у Нишу одлучила је да сазида нову, (садашњу синагогу) у Нишу, јер је стара била склона паду. У међувремену су стари храм мало преправили и он је још дуго служио својој функцији. Градња нове синагоге је започела априла 1924. Камен темељац данашње синагоге свечано је положен, по писању нишког Привредног листа од 21. маја 1924, на инсистирање Јеврејске општине, 18. маја 1924. Радове је продужила експлозија заостале немачке бомбе из Првог светског рата и коначно у пролеће 1925. зграда је завршена. Тада је порушена стара синагога.
Синагога је зидана од новчаних средстава Јевреја који су у Нишу живели, зидана је на плацу Јеврејске вероисповедне општине у Давидовој улици бр.2. Сматра се да је пројектант ове синагоге био арх. Јаша Алба из Београда, мада постоји могућност да су је пројектовали архитекте из Београда, Милан Капетановић и Виктор Азриел. Синагога је била пространа, са отвореном галеријом за жене.
У годинама до почетка 20. века у Нишу је живео 1.001 становник мојсијеве вероисповести. Са завршетком Првог светског рата, а нарочито од 1918-1922. године, настаје сеоба Јевреја пресељењем у веће градове и број нишких Јевреја значајно опада, да би уочи Другог светског рата Јевреја у Нишу било 356 распоређених у 17 породица.
До почетка Другог светског рата, синагога је служила својој функцији, да би је за време Другог светског рата Немци користили као магацински простор, а Јевреје изложили до тада невиђеној тортури, и ухапсили Бору Хазана, службеника и председника јеврејске цркве не општине и рабина Алберта Данита.4 Остале Јевреје окупационе снаге у Нишу, обележиле су Јевреје жутом траком са натписом „Јуден“, и ограничили им кретање на јавним местима забранили вожњу трамвајем, посета биоскопу и позоришту, Нишкој Бањи и другим јавним нишким установама у граду. За Јевреје од 14 до 60 и Јеврејке од 14 до 40 година заведен је принудни рад.
Уредбом од 7. јуна 1941. Банска управа прослеђује наређење Фелд командантуре 809 да се:
...надлежним крајскомандама до стави следећи списак: ложа Слободних Зидара, јеврејских вероисповедних општина и других јеврејских орга низација; водећих личности међу Јеврејима; свих јеврејских радњи и осталих Јевреја.
После Другог светског рата, синагога више није bila у функцији за верске обреде, јер се нико од Јевреја који су живели у Нишу није вратио у своје домове. Према подацима Комисије за утврђивање ратних злочина из 1945. године, уочи рата било је 356 стално настањених Јевреја у Нишу, 51 привремено настањени и 155 емиграната.
Један од ретких преживелих Јевреја, Мајо Меворах је до 1948, зграду синагоге чистио и одржавао, а после његовог одласка за Израел 1948, зграда је затворена и препуштена зубу времена.

## Синагога данас
Због неупотребе и пропадања зграде, Градске власти Ниша су 1970. у договору са Јеврејском вероисповедном општином у Нишу постигле договор, да зграду синагоге због неупотребе за верске потребе ове заједнице, купи Народни музеј у Нишу, по цени од 100.000 динара, како је то и регулисано у купопродајном уговором бр. 559/1-70-295 од 29. маја 1970. Продајом синагоге она је престала да буде сакрални објекат и постала је само и искључиво галерија — изложбени простор Народног музеја у Нишу.
Због архитектонских и историјских вредности 1986. године, зграда синагоге стављена је под заштиту државе, а о заштити саме зграде, као заштићеног културног наслеђе, поред Народног музеја, бригу води и Секторски завод за заштиту споменика културе у Нишу, као надлежна институција.
Од друге половине 1970. године, након привремене санације, зграду је Народни музеј у Нишу прво користио као изложбени простор, затим као продајни салон намештаја, магацински простор, да би нешто касније престала њене употреба а објекат, без икакве намене, је поново препуштен зубу времена. На ово је умногоме утицала тешка материјална ситуација у задњој деценији 20. века, у култури Србије и култури Града Ниша, изазвана инфлацијом, НАТО агресијом и другим проблемима насталим након распада СФР Југославије.
Тек у јесен 2001. године Народни музеј је започело се са новом санацијом и реновирањем објекта, које је након бројних проблема окончано свечаним отварањем 2009. Синагога је те године преименована у вишенаменски „храм“, културе, на велико задовољство грађана Ниша, али и Јеврејске заједнице у Србији јер је су синагоги враћени стари сјај, и сва обележја из времена њеног оснивања.
Данас се синагога у Нишу, уместо за верске обреде користи као „храм културе“, за одржавање бројних изложби концерата, књижевних вечери итд. У њој уместо проповеди Рабина и гласова личних молитви Јевреја, одзвања музика и песма са многобројних концерата, глас песника са књижевних дешавања, или „глас“ тишине са бројних изложби и музејских поставки.